# Molly O’Day
Molly O’Day (właśc. Suzanne Dobson Noonan; ur. 16 października 1911 w Bayonne, zm. 15 października 1998 w Avila Beach) – amerykańska aktorka filmowa.

## Wybrana filmografia
- 1920: The Little Shepherd of Kingdom Come jako Melissa Turner
- 1931: Sob Sister jako Daisy
- 1933: Get That Venus jako Belle
- 1936: Bars of Hate jako Gertie

## Wyróżnienia
Posiada swoją gwiazdę na Hollywoodzkiej Alei Gwiazd.